# Satna (Distrikt)
Der Distrikt Satna (Hindi सतना जिला) ist ein Distrikt des indischen Bundesstaats Madhya Pradesh. Wirtschafts- und Verwaltungszentrum ist die gleichnamige Stadt Satna.

## Geografie
Der Distrikt Satna befindet sich im Nordosten des Bundesstaats Madhya Pradesh und grenzt an Uttar Pradesh. Er wird in Südwest-Nordost-Richtung vom Fluss Tamsa durchflossen. Nachbardistrikte sind im Nordwesten der Distrikt Panna, im Südwesten der Distrikt Katni, im Süden der Distrikt Umaria, im Südosten der Shahdol Distrikt, im Osten der Distrikt Rewa und im Norden und Nordosten der Distrikt Banda (U. P.).
Die durchschnittliche Höhe über dem Meeresspiegel liegt zwischen 200 und 450 Metern. Maximale Höhen von über 600 m werden in den Ausläufern des Vindhyagebirges im Westen und Nordwesten erreicht.
Das Klima ist in den Hochebenen von Vindhya ist gemäßigter als im Tiefland. Die durchschnittliche jährliche Niederschlagsmenge schwankte in den letzten Jahren stark. Davon fallen jedoch etwa 90 % während der sommerlichen Monsunzeit (zweite Juniwoche bis Ende September). In den Monaten Juli bis September ist die Luftfeuchtigkeit sehr hoch. Am wärmsten ist es in den Monaten April bis Juni. Von der Fläche des Distrikts sind rund 27 % (2036 km²) bewaldet.

## Geschichte
Das Gebiet um Satna gehörte vom 4. bis 6. Jahrhundert zum Gupta-Reich und später zur Region Baghelkhand, einem Ableger des Solanki-Reichs von Gujarat. Es gehörte zum Fürstenstaat Rewa, das sich vom 13. bis 16. Jahrhundert wiederholten Übergriffen seitens des Sultanats von Delhi, der Lodi-Dynastie und des Mogulreichs ausgesetzt sah. Zeitweise war Rewa ein Vasallenstaat des Mogulreichs. Ab 1802 intensivierten sich wegen des Drucks der Marathen die Beziehungen zur Britischen Ostindien-Kompanie. Seit dem Jahr 1844 stand das Gebiet offiziell unter britischer Kontrolle. Es war Teil des North Distrikts von Rewa. Nach der Unabhängigkeit Indiens (1947) gehörte Satna zur Union der Fürstenstaaten von Vindhya Pradesh, die jedoch im Jahr 1956 aufgelöst und in den aus den Zentralprovinzen und aus Madhya Bharat bestehenden, aber zur damaligen Zeit völlig neugeordneten Bundesstaat Madhya Pradesh integriert wurde.

## Bevölkerung

### Einwohnerentwicklung
In den ersten Jahrzehnten des 20. Jahrhunderts wuchs die Bevölkerung relativ schwach. Dies wegen Seuchen, Krankheiten und Hungersnöten. Seit der Unabhängigkeit Indiens hat sich die Bevölkerungszunahme beschleunigt. Seit 1951 war in den jeweils zehn Jahren zwischen den einzelnen Volkszählungen ein sehr starkes Wachstum zu verzeichnen. Während die Bevölkerung in der ersten Hälfte des 20. Jahrhunderts um rund 33 % zunahm, betrug das Wachstum in den fünfzig Jahren zwischen 1961 und 2011 221 %. Die Bevölkerungszunahme zwischen 2001 und 2011 lag bei 19,19 % oder rund 359.000 Menschen. Offizielle Bevölkerungsstatistiken der heutigen Gebiete sind seit 1901 bekannt und veröffentlicht.
| Jahr      | 1901    | 1911    | 1921    | 1931    | 1941    | 1951    | 1961    | 1971    | 1981      | 1991      |
| Einwohner | 415.607 | 487.703 | 423.774 | 458.828 | 529.553 | 554.529 | 694.370 | 913.531 | 1.153.387 | 1.465.384 |

### Bedeutende Orte
Im Distrikt gibt es insgesamt 14 Orte, die als Städte (towns und census towns) gelten. Dennoch ist der Anteil der städtischer Bevölkerung im Distrikt gering. Denn nur 474.418 der 2.228.935 Einwohner oder 21,28 % leben in städtischen Gebieten. Mit Abstand größte Siedlung ist der Hauptort Satna mit 282.977 Einwohnern. Die sieben weiteren Orte mit mehr als 10.000 Einwohnern sind:

### Volksgruppen
In Indien teilt man die Bevölkerung in die drei Kategorien general population, scheduled castes und scheduled tribes ein. Die scheduled castes (anerkannte Kasten) mit (2011) 398.569 Menschen (17,88 Prozent der Bevölkerung) werden heutzutage Dalit genannt (früher auch abschätzig Unberührbare betitelt). Die scheduled tribes sind die anerkannten Stammesgemeinschaften mit (2011) 319.975 Menschen (14,36 Prozent der Bevölkerung), die sich selber als Adivasi bezeichnen. Zu ihnen gehören in Madhya Pradesh 46 Volksgruppen. Mehr als 5000 Angehörige zählen die Kol (219.114 Personen oder 9,83 % der Distriktsbevölkerung), Gond (65.919 Personen oder 2,96 % der Distriktsbevölkerung) und Mawasi (14.035 Personen oder 0,63 % der Distriktsbevölkerung).

## Wirtschaft
Der Distrikt Satna gehört nach offizieller Statistik zu den 250 rückständigsten Distrikten Indiens, das insgesamt in 640 Distrikte unterteilt ist. Er ist in sehr hohem Maße landwirtschaftlich geprägt; lediglich in der über einen Bahnhof verfügenden Stadt Satna gibt es weiterführende Schulen, Banken, Krankenhäuser sowie einige größere Geschäfte und Handwerksbetriebe. Bedeutende industrielle Arbeitgeber sind die beiden Zementfabriken und die zahlreichen Betriebe, die Kalkstein abbauen.
In der Landwirtschaft werden hauptsächlich Weizen, Reis, Sojabohnen, (Kicher-)Erbsen, Sorghumhirse und Mais angebaut. Hinzu kommt die Viehhaltung mit hunderttausenden von Tieren (meist Rinder, Büffel, Ziegen und Schafe).

## Verwaltungsgliederung
Der Distrikt Satna ist in zehn Verwaltungsbezirke (Tehsils oder Subdivisions) untergliedert: Amarpatan, Birsinghpur, Kotar, Maihar, Majhgawan, Nagod, Raghurajnagar, Ramnagar, Rampur Baghelan und Unchahara. Er besteht aus 12 Städten und 1799 bewohnten Dörfern mit 12 Stadtverwaltungen und 704 Dorfverwaltungen.

## Sehenswürdigkeiten

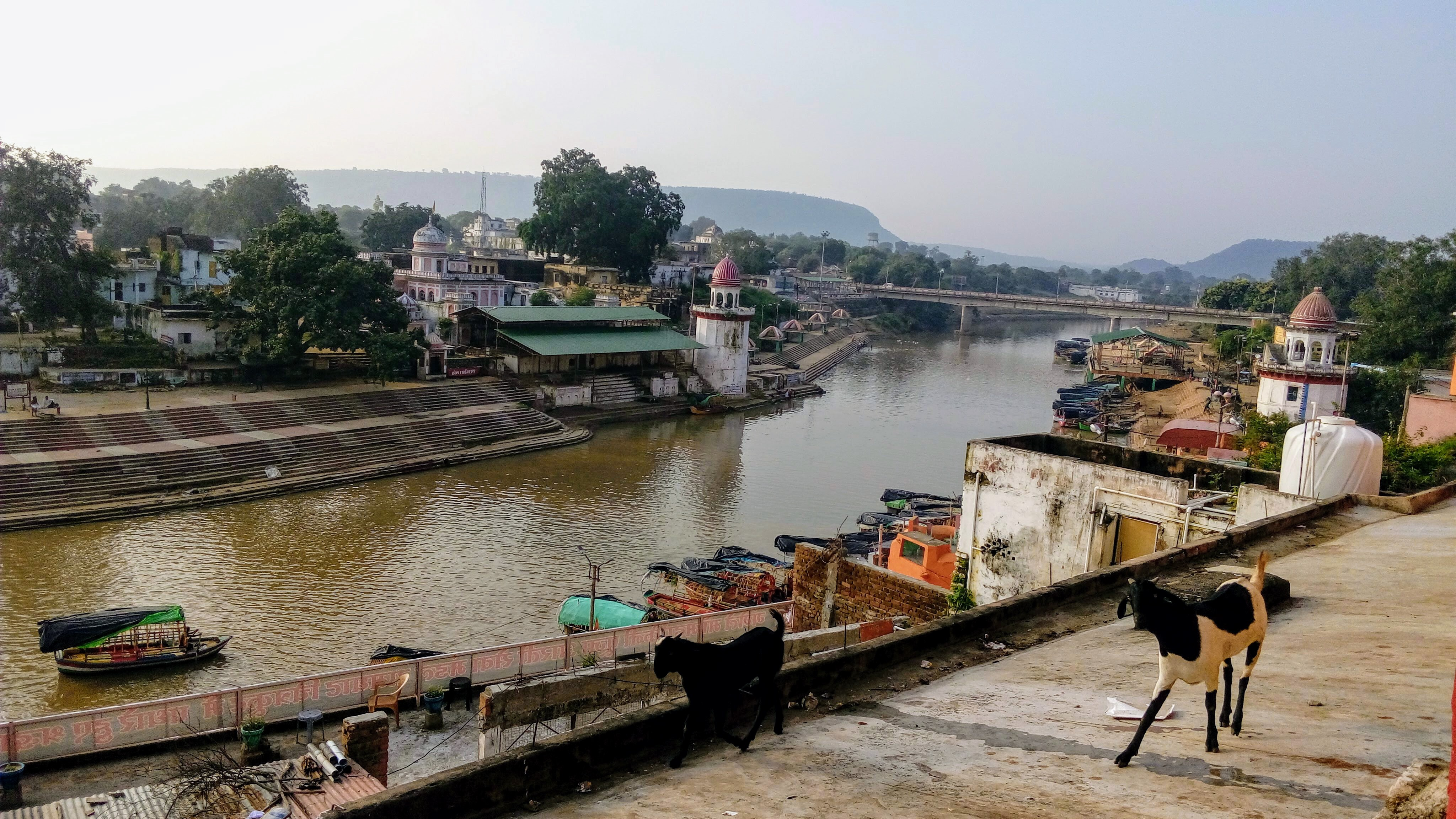
Pilgerstätte Ramghat bei Chitrakoot

Der touristisch kaum erschlossene Distrikt Satna verfügt über mehrere kulturhistorisch bedeutsame Gupta-Tempel (Nachna, Bhumara u. a.); auch der Stumpf des weitgehend zerstörten buddhistischen Stupa von Bharhut mitsamt einem kleinen Museum befindet sich hier. Die drei Stätten sind nur etwa 15 bis 20 km in südlicher und südwestlicher Richtung von Satna entfernt, jedoch nicht leicht zu erreichen – ein ortskundiger Fahrer oder Führer ist deshalb zu empfehlen. Die Pilgerstätte Ramghat am Mandakini-Fluss bei Chitrakoot ist eine der bedeutendsten in Madhya Pradesh; hier sollen schon Rama, Lakshmana und Sita gebadet haben.